# Conjunto no numerable
Un conjunto no numerable es un conjunto que no puede ser enumerado, es decir, un conjunto tal que no existe una función sobreyectiva del conjunto de los números naturales a dicho conjunto. Es decir, un conjunto A es no numerable si no existe ninguna función f tal que:

{\displaystyle f:\mathbb {N} \to A\quad \land \quad f:{\mbox{sobreyectiva}}}

El argumento diagonal de Cantor es una demostración sencilla de que existen conjuntos infinitos que no son numerables.

## Caracterizaciones alternativas
- Un conjunto A es no numerable si no existe una función inyectiva: {\displaystyle f:A\to \mathbb {N} }
- Un conjunto A es no numerable si su cardinal es mayor que Aleph-0: {\displaystyle {\mbox{card}}(A)>\aleph _{0}}

## Ejemplos
- El conjunto de los números reales {\displaystyle \mathbb {R} } no es un conjunto numerable.
  - En general, todo intervalo de números reales no es numerable.
- El conjunto de los números irracionales no es numerable.

- El conjunto de Cantor es un conjunto totalmente discontinuo y no numerable.
- El conjunto de todos los subconjuntos de números naturales, llamado conjunto potencia de {\displaystyle \mathbb {N} } es un conjunto no numerable.